# Yves Tavernier
Yves Tavernier (* 10. Februar 1962 in Morzine) ist ein ehemaliger französischer Skirennläufer.

## Karriere
Tavernier trat erstmals bei den Weltmeisterschaften 1982 in Schladming in Erscheinung, wobei er im Riesenslalom ausschied. Seine ersten Weltcuppunkte gewann er am 27. Februar 1983 mit Rang 15 beim Slalom in Gällivare. Ein Jahr später nahm er erstmals an Olympischen Winterspielen teil, wobei er bei den Wettkämpfen in Sarajevo mit Rang 16 im Riesenslalom sein bestes Ergebnis erzielte.
1985 erreichte er bei den Weltmeisterschaften in Bormio mit Rang 9 in der Alpinen Kombination sein bestes Ergebnis bei einem internationalen Großereignis.
Seine beste Platzierung im Weltcup erreichte er am 29. November 1988 in Val Thorens mit einem 10. Platz im Riesenslalom.
Nach 1989 ist Tavernier nicht mehr als Rennläufer in Erscheinung getreten.

## Erfolge

### Weltcup
- Eine Platzierung unter den besten 10

### Olympische Winterspiele
- Sarajevo 1984: 16. Riesenslalom, DNF Slalom
- Calgary 1988: 20. Super-G, 24. Riesenslalom, DNF Slalom

### Weltmeisterschaften
- Schladming 1982: DNF Riesenslalom
- Bormio 1985: 9. Alpine Kombination, 17. Riesenslalom[3]
- Crans-Montana 1987: 19. Riesenslalom[4], DNF Super-G[5], DNF Slalom[6], DNF Alpine Kombination[7]
- Vail 1989: 15. Riesenslalom[8]